# Dudley Joel
Pour les articles homonymes, voir Joel.
Dudley Jack Barnato Joel, né le 27 avril 1904 et tué à la guerre le 28 mai 1941, est un homme politique britannique.

## Biographie
Son père fait fortune dans l'exploitation de l'or et des diamants dans le sud de l'Afrique, et est également propriétaire de chevaux de course à succès. Élevé dans une famille juive pratiquante, Dudley Joel est éduqué à Repton School (en) dans le Derbyshire puis obtient un diplôme de Master of Arts au King's College de l'université de Cambridge. Il travaille ensuite dans le milieu de l'assurance à Londres,,.
Aux élections législatives de 1931, il est élu député conservateur de Dudley. Il est réélu aux élections législatives de 1935, affrontant dans sa circonscription le candidat travailliste et ancien secrétaire d'État à l'Inde William Wedgwood Benn,,.
Au début de la Seconde Guerre mondiale il rejoint la réserve de volontaires de la Royal Navy, où il obtient à terme le grade de lieutenant. Il est tué fin mai 1941, à l'âge de 37 ans, lorsque l'aviation allemande bombarde et coule le navire HMS Registan à bord duquel il se trouve, au large du cap de Cornouailles. Inhumé au cimetière juif de Willesden (en) à Londres, il est l'un des cinquante-six parlementaires britanniques morts à la Seconde Guerre mondiale et commémorés par un vitrail au palais de Westminster,,.